# Juan Gabriel Vásquez
Juan Gabriel Vásquez (Bogota, 1973) is een Colombiaanse schrijver van romans, korte verhalen en essays. In 2011 ontving hij de Premio Alfaguara voor zijn roman "El ruido de las cosas al caer" ("Het geluid van vallende dingen")
Vásquez woonde achtereenvolgens in Bogotá, Parijs en de Belgische Ardennen. Daarna vestigde hij zich in Barcelona. In 2012 keerde hij terug naar Bogota.

## Werken
- Persona (novelle, 1997)
- Alina Suplicante (roman, 1999)
- Los amantes de Todos los Santos (kortverhalen gesitueerd in de Belgische Ardennen, 2001)
- Joseph Conrad: el hombre de ninguna parte (Biografie van Joseph Conrad, 2004)
- Los informantes (roman, 2004)
- Historia secreta de Costaguana (roman, 2007)
- El arte de la distorsión (essays, 2009)
- El ruido de las cosas al caer (roman, 2011) (bekroond met de Premio Alfaguara)
- Las reputaciones (roman, 2013)
- La forma de las ruinas (roman, 2015)

De romans Los informantes (De informanten), Historia secreta de Costaguana (De geheime geschiedenis van Costaguana), El ruido de las cosas al caer (Het geluid van vallende dingen), Las reputaciones (De reputaties), La forma de las ruinas (De vorm van ruïnes), en Los amantes de Todos los Santos (De geliefden van Allerheiligen) werden in het Nederlands vertaald. De boeken verschenen bij uitgeverij Signatuur, respectievelijk in 2008, 2010, 2012, 2014, 2017 en 2018, vertaald door Brigitte Coopmans. Ook verschenen twee verhalen uit de bundel Los amantes de Todos los Santos in het Nederlands: De terugkeer in de leesbijlage van Vogue Nederland (Januari/Februari 2013) en het Vlaamse literaire tijdschrift Gierik & Nieuw Vlaams Tijdschrift nam De huisgenoot op in zijn lentenummer 118 (2013), met als thema 'Los belgicanos', Latijns-Amerikaanse schrijvers die een band hebben met België.
- Bibsys: 9027189
- Biblioteca Nacional de España: XX1619521
- Bibliothèque nationale de France: cb145913564 (data)
- Catàleg d'autoritats de noms i títols de Catalunya: 981058519834506706
- CiNii: DA18554862
- Gemeinsame Normdatei: 140538933
- International Standard Name Identifier: 0000 0000 7980 380X
- Library of Congress Control Number: no2001088845
- Bibliotheek van het Japanse parlement: 001223853
- Nationale Bibliotheek van Tsjechië: jo2003184035
- Nationale bibliotheek van Australië: 41031034
- Nationale Bibliotheek van Israël: 987007309495405171
- Nationale Bibliotheek van Polen: a0000003160347
- Nationale en Universitaire bibliotheek Zagreb: 000655774
- Nederlandse Thesaurus van Auteursnamen: 288544668
- Istituto Centrale per il Catalogo Unico: TO0V610753
- Système universitaire de documentation: 083216227
- Trove: 1451418
- Virtual International Authority File: 102277914
- WorldCat: E39PBJktpgWkPwdCWXkVKGQQbd